# Kościół Santa Maria della Pietà w Wenecji
Kościół Santa Maria della Pietà (pol. kościół Matki Bożej Miłosierdzia; inna nazwa: Santa Maria della Visitazione – Nawiedzenia Najświętszej Maryi Panny; nazywany potocznie, w skrócie La Pietà) – rzymskokatolicki kościół w Wenecji w dzielnicy (sestiere) Castello, przy Riva degli Schiavoni. 
Z uwagi na doskonałą akustykę wykorzystywany jako sala koncertowa. Ze względu na fakt, iż w pierwotnym kościele, znajdującym się w pobliżu, kapelmistrzem był Antonio Vivaldi, a w obecnym kościele swoją siedzibę ma orkiestra kameralna I Virtuosi Italiani, prezentująca muzykę tego kompozytora, bywa nazywany również kościołem Vivaldiego.

## Historia
W 1346 roku w miejscu obecnego kościoła i w jego pobliżu założono sierociniec Ospedale della Pietà wraz z kościołem. Instytucja, najsłynniejsza spośród wszystkich tego typu w Wenecji, cieszyła się poparciem zarówno papieża jak i doży. Na murach pierwotnego kościoła umieszczono, zachowaną do dziś, tablicę przestrzegającą przed wiecznym potępieniem tych rodziców, którzy odważyliby się porzucić swoje dzieci. 

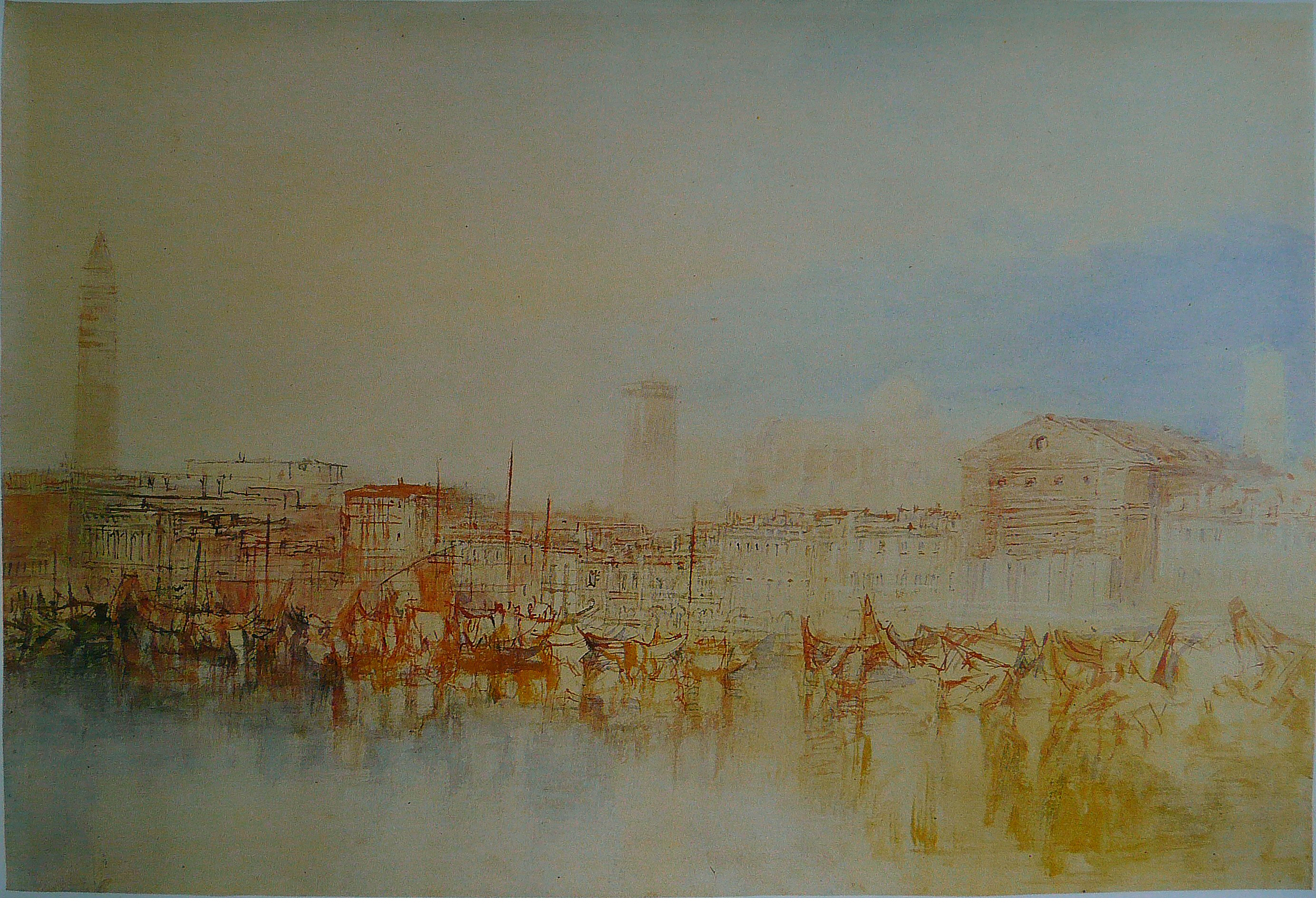
J.M.W. Turner, Riva degli Schiavoni, ok. 1840, Ashmolean Museum

Kompleks został rozbudowany w 1388 roku, a modernizowany w latach 1493 i 1515. W latach 1703–1709 kapelmistrzem orkiestry i kierownikiem chóru dziewczęcego w Ospedale della Pietà był Antonio Vivaldi. Skomponował on wtedy większość swoich koncertów i oratoriów. W I połowie XVIII wieku podjęto decyzję o rozbudowie kompleksu. Ogłoszony konkurs na projekt rozbudowy wygrał w 1735 roku architekt Giorgio Massari, jednak udało się zbudować tylko kościół; powstał on na nowym miejscu, w latach 1745–1760. Choć budowa została ukończona długo po śmierci Vivaldiego, możliwe jest, iż kompozytor udzielał architektowi rad odnośnie usytuowania chóru i wykorzystania przedsionka jako bariery przed hałasem dobiegającym z Riva degli Schiavoni. Fasada naśladująca styl klasyczny z podwójnymi kolumnami i tympanonem pozostawała jednak nieukończona, sięgając 1/3 wysokości kolumn. Ukończono ją dopiero w 1906 roku, według projektu Massariego. Wygląd kościoła z połowy XIX wieku, z nieukończoną fasadą, przedstawia akwarela J.M.W. Turnera, Riva degli Schiavoni z około 1840 roku.
W 1978 roku przypadła 300. rocznica urodzin Antonia Vivaldiego. Z tej okazji kościół został, po długim okresie zamknięcia, ponownie otwarty dla potrzeb koncertowych. Gości obecnie, z szacunkiem dla sacrum, zespoły muzyczne dające koncerty poświęcone muzyce Vivaldiego oraz innych kompozytorów barokowych, zarówno weneckich, jak i europejskich.

## Architektura

### Wygląd zewnętrzny
Fasada jest utrzymana w stylu klasycznym, z czterema kolumnami wspierającymi tympanon. Nad portalem znajduje się dużych rozmiarów płaskorzeźba Pietà.

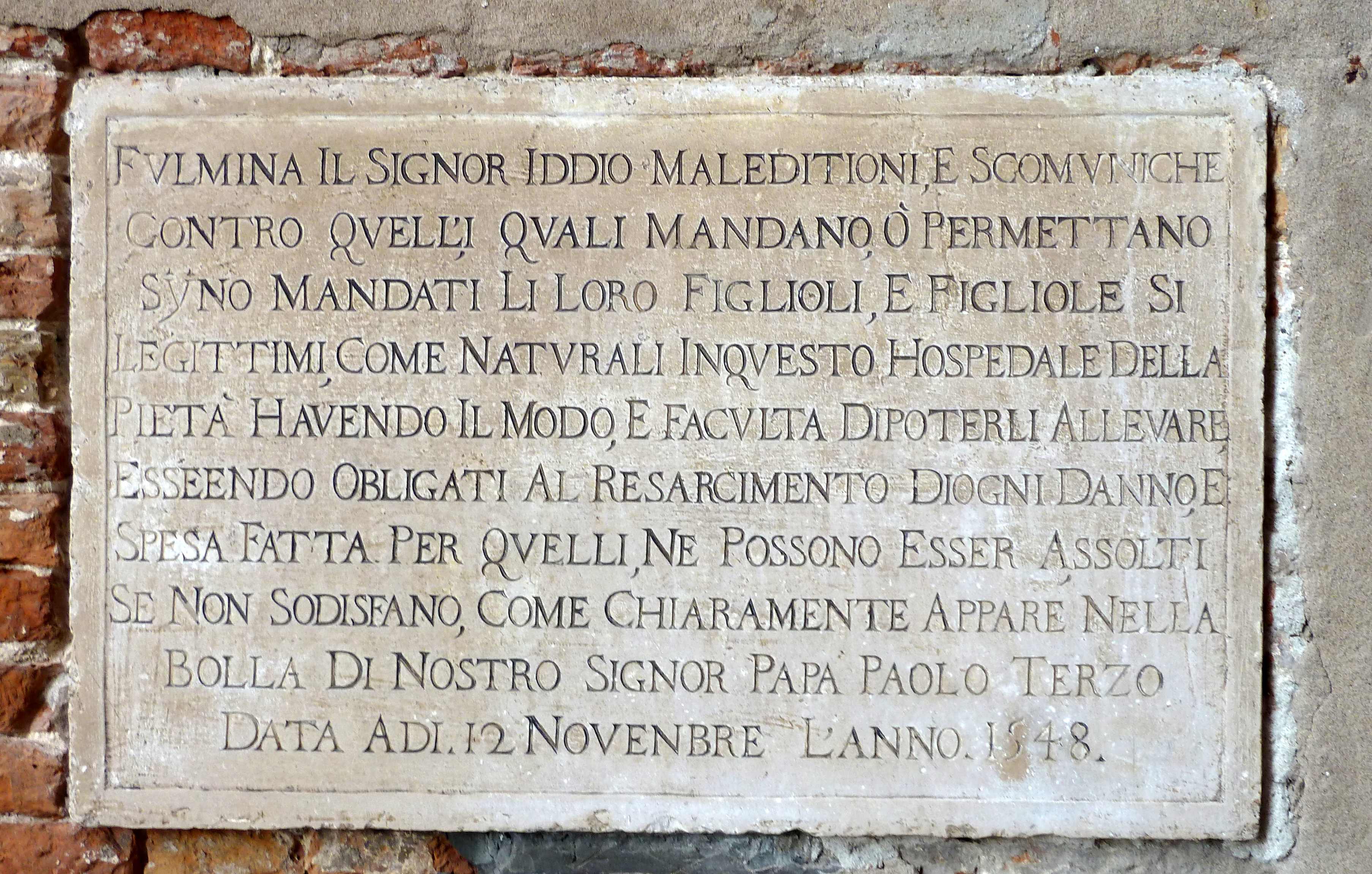
Tablica ostrzegająca przed gniewem Bożym tych rodziców, którzy porzucą swoje dzieci
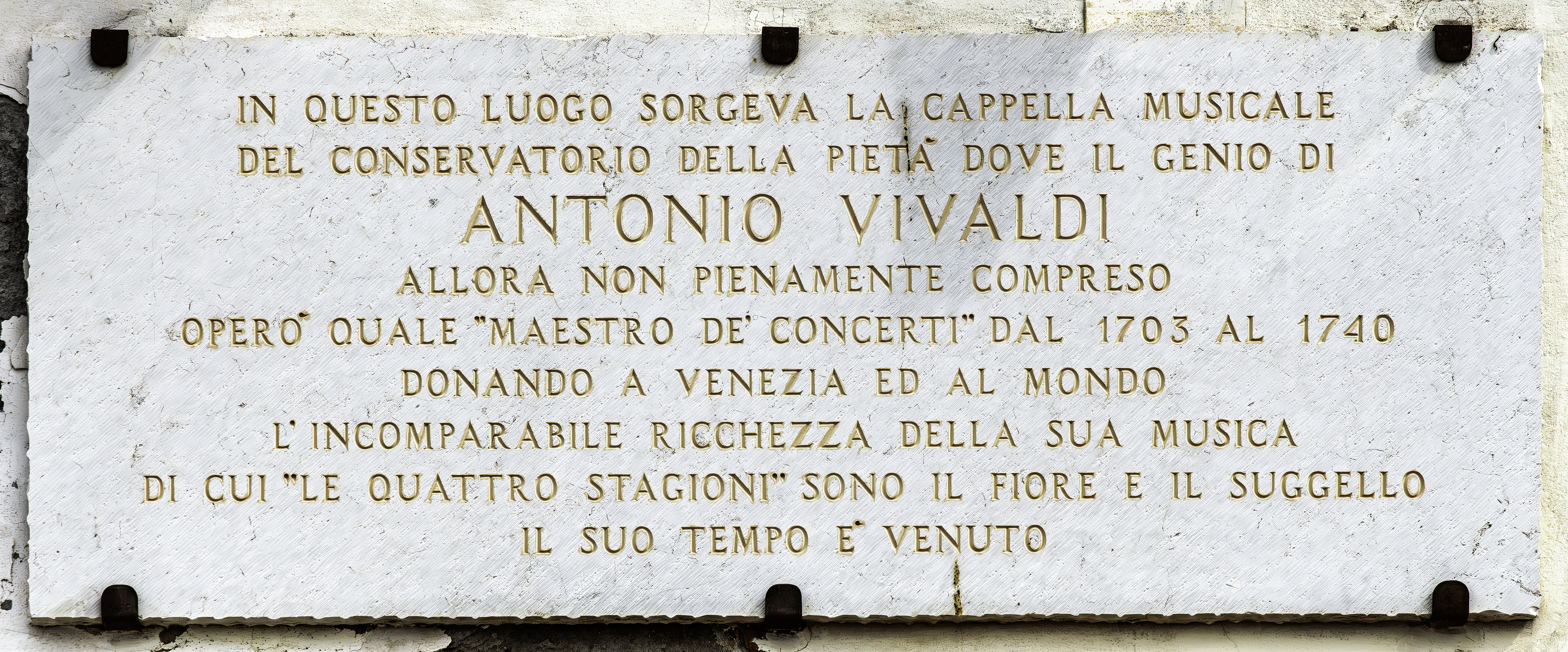
Tablica upamiętniająca Vivaldiego jako kapelmistrza w dawnym kościele La Pietà
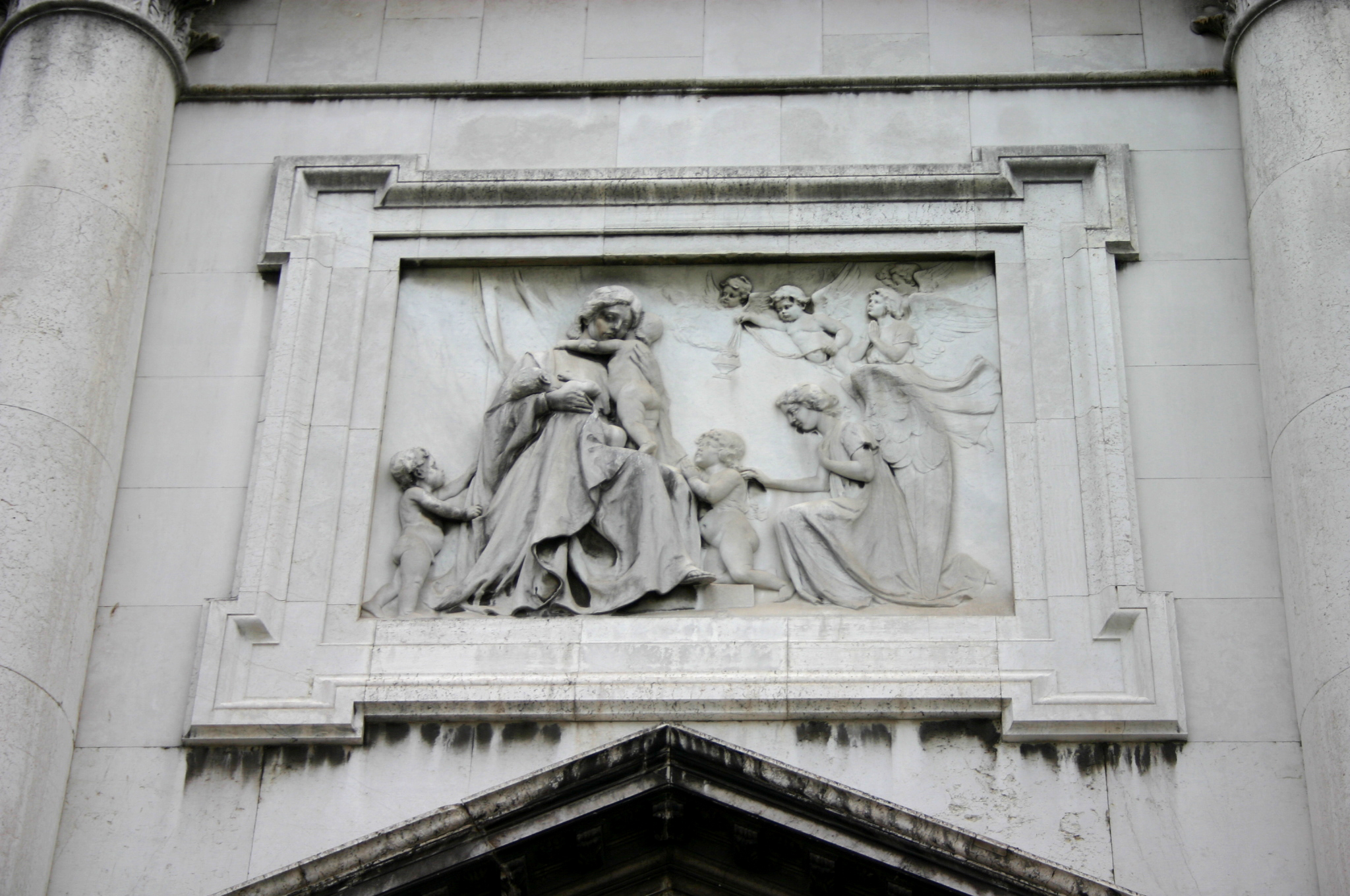
Płaskorzeźba Pietà nad portalem

### Wnętrze
Wnętrze jest jednym z najbardziej harmonijnych i eleganckich, XVIII-wiecznych weneckich wnętrz sakralnych, owalne w kształcie, przekryte sklepieniem, z płasko zamkniętym prezbiterium. Nad ścianami bocznymi, pomiędzy podwójnymi kolumnami, podtrzymującymi gzyms, znajdują się po dwie empory, osłonięte wykutymi w żelazie balustradami. Na ścianie wejściowej znajduje się empora organowa i śpiewacza. Na sklepieniu nad wejściem do kościoła znajduje się fresk Giovanniego Battisty Tiepola, przedstawiający Moc i Pokój. Kolejnym freskiem jego autorstwa jest przedstawienie cnót teologalnych na sklepieniu prezbiterium (1745–1755). Na owalnym sklepieniu nawy artysta namalował triumfalny w wyrazie obraz przedstawiający Koronację Najświętszej Maryi Panny, ukazanej w chwale aniołów, grających na rozmaitych instrumentach. W prezbiterium znajduje się elegancki ołtarz z XVIII wieku, z cennym tabernakulum, flankowanym zdobnymi, złoconymi figurami z brązu, przedstawiającymi archaniołów Gabriela i Michała, dłuta Giovanniego Marii Morlaitera. Obraz ołtarzowy, ukazujący Nawiedzenie Najświętszej Maryi Panny, zapoczątkował Giovanni Battista Piazzetta, a po jego śmierci ukończył jego uczeń, Giuseppe Angeli. W chórze nad głównym wejściem znajduje się sygnowany obraz Jezus w domu Szymona, pędzla Moretta da Brescia (1544). W ołtarzach bocznych znajdują się obrazy Domenica Maggiotta, Giuseppe Angelego i Antonia Marinettiego. 

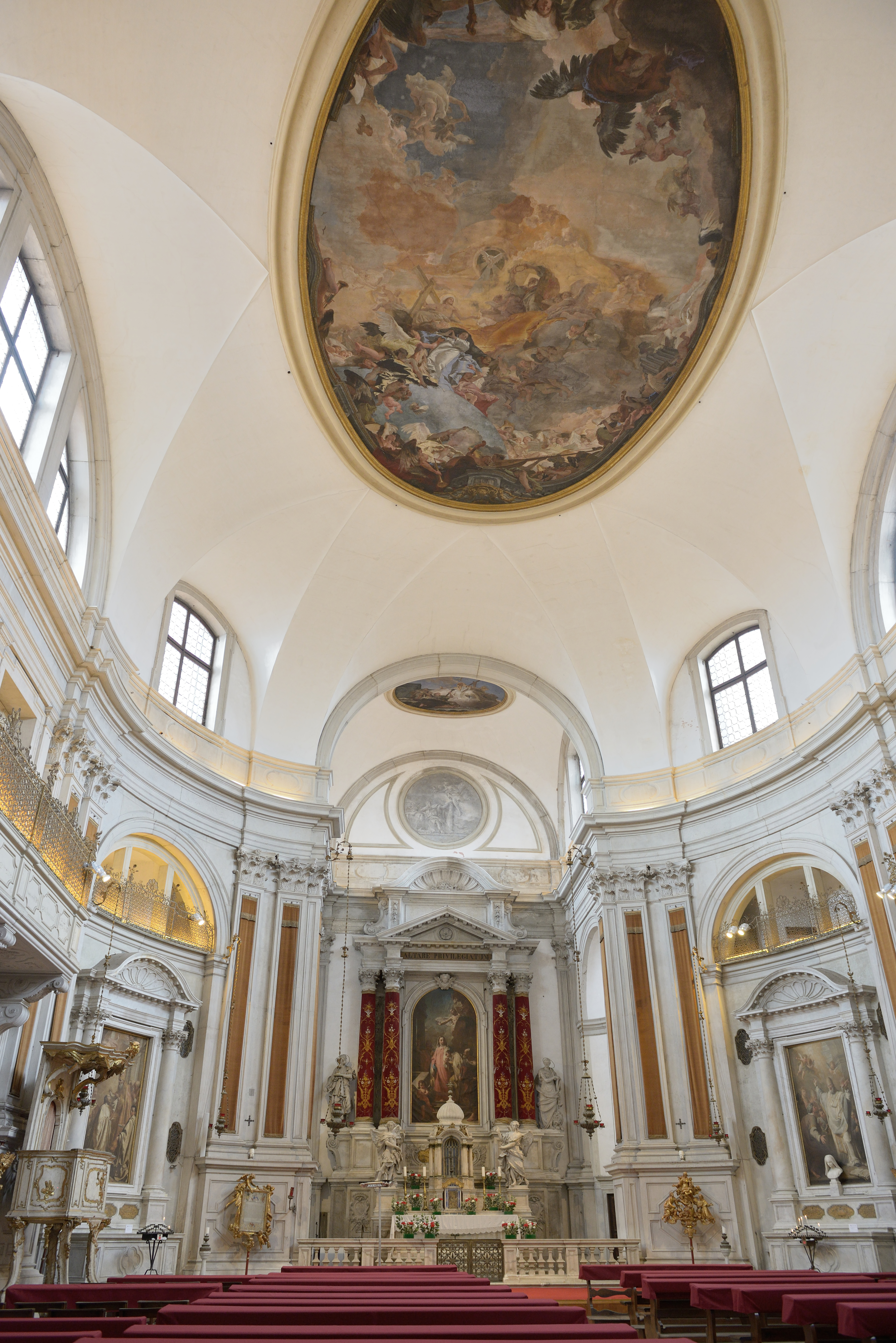
Wnętrze z freskiem Tiepola Koronacja Najświętszej Maryi Panny
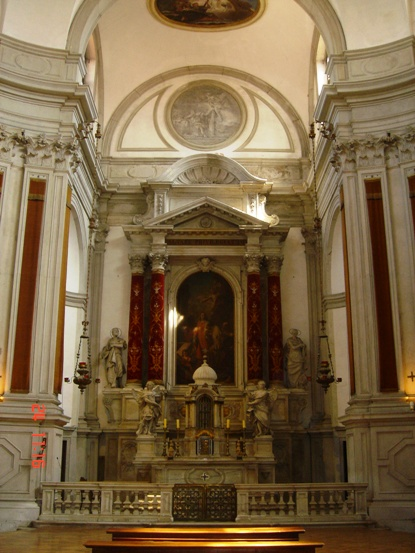
Widok na ołtarz główny
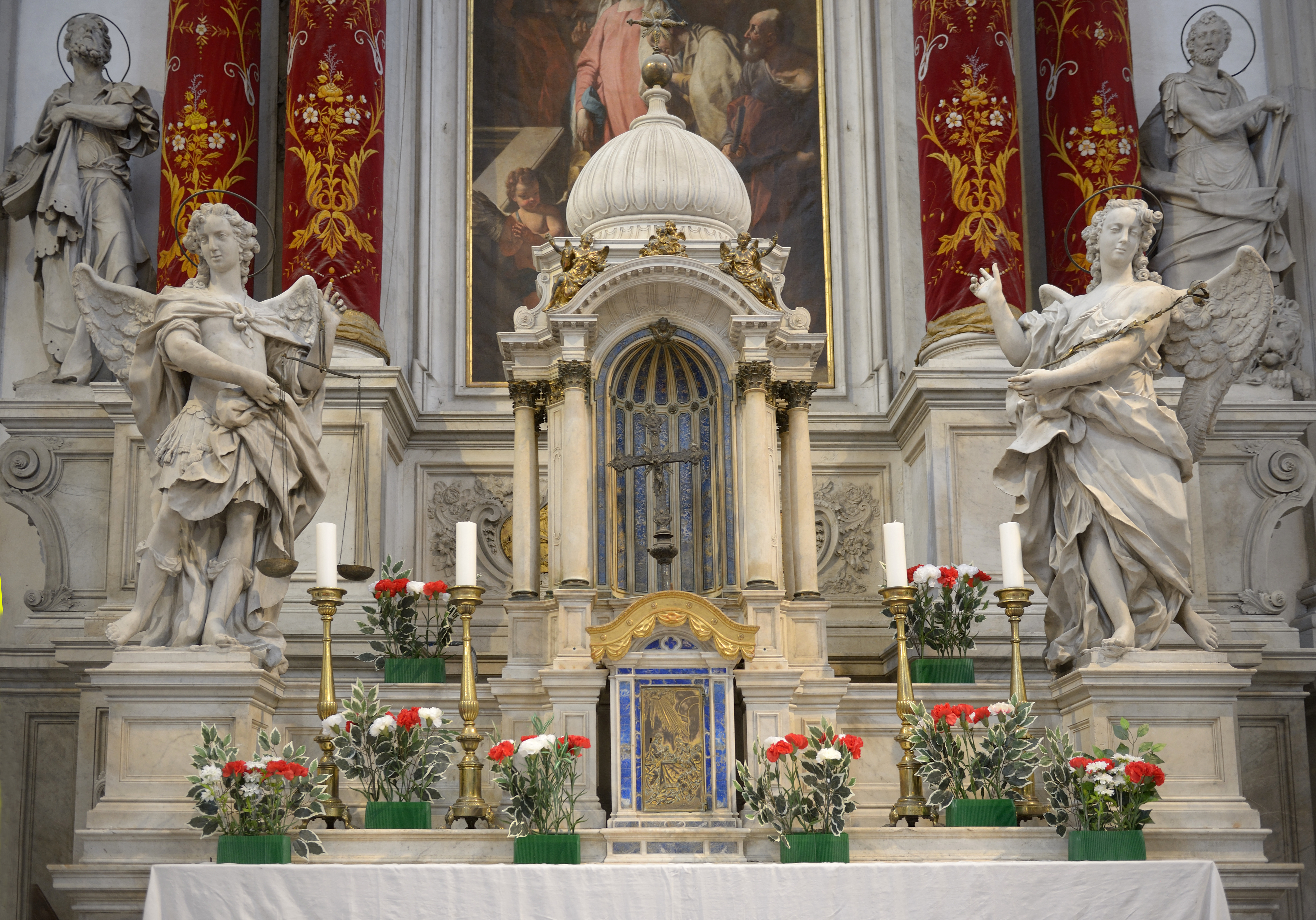
Tabernakulum z rzeźbami Morlaitera
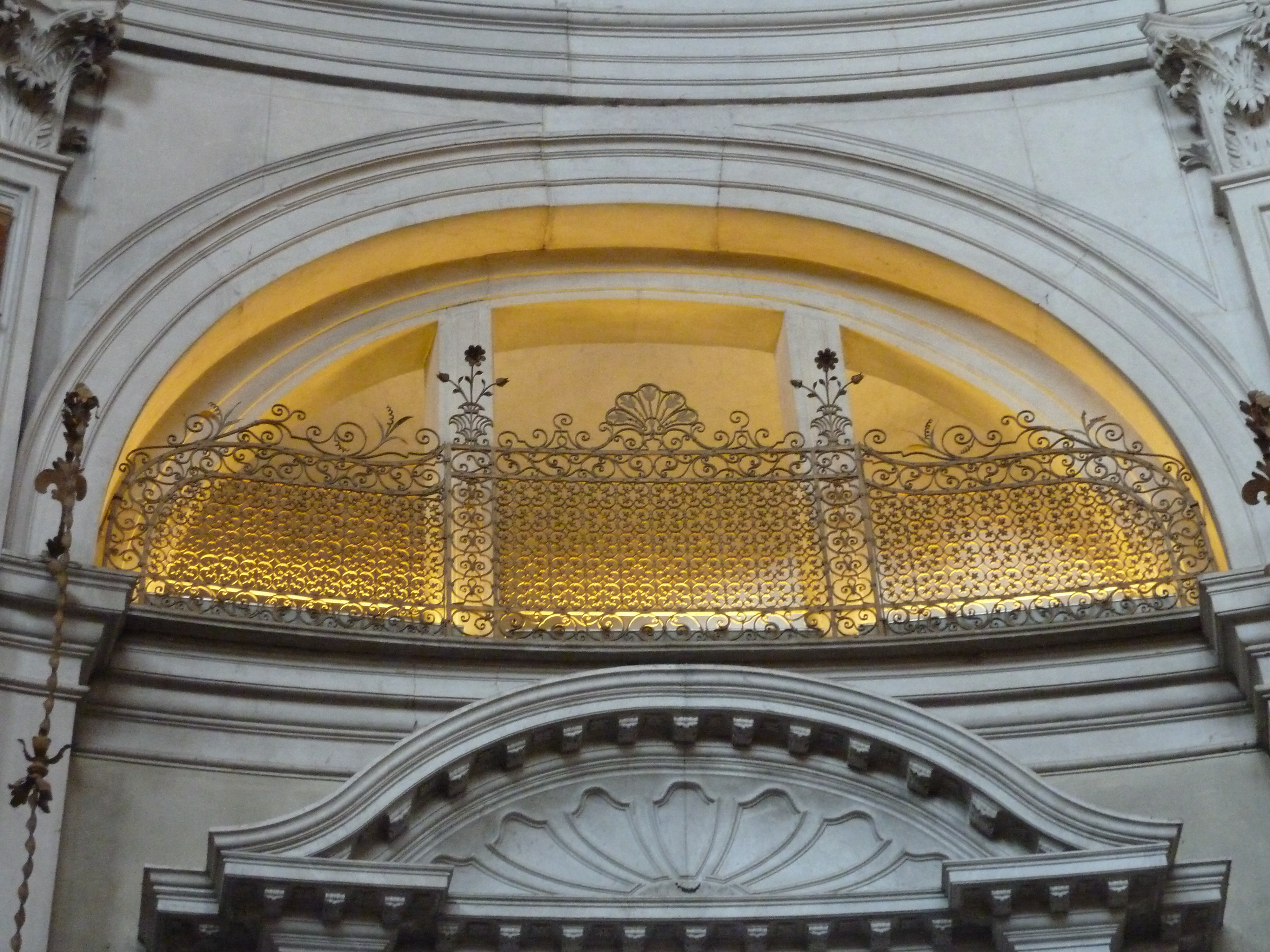
Jedna z empor bocznych
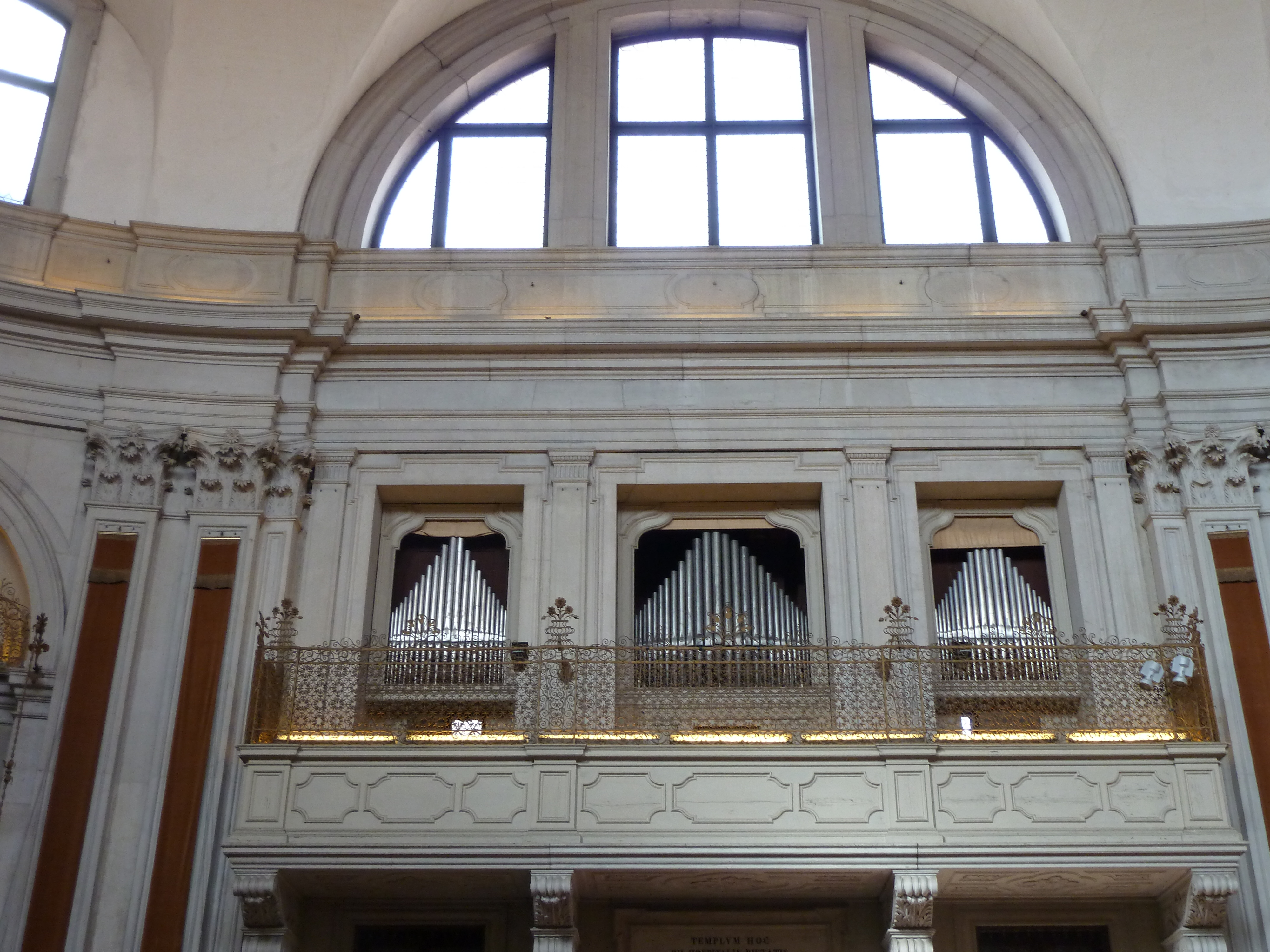
Empora organowa